# Степне (Сладковський район)
Степне́ (рос. Степное) — село у складі Сладковського району Тюменської області, Росія.
Населення — 242 особи (2010, 312 у 2002).
Національний склад станом на 2002 рік:
- росіяни — 82 %